# First Knight
First Knight (llamada El primer caballero en España y Lancelot, el primer caballero en Argentina) es una película de 1995 dirigida por Jerry Zucker y protagonizada por Richard Gere, Julia Ormond y Sean Connery. La película se basa en la leyenda del rey Arturo y sigue el romance de sir Lancelot y lady Ginebra de Lyonesse, esposa del rey.

## Argumento
La película  comienza Lancelot (Richard Gere), un vagabundo y experto espadachín, que combate en duelos en pequeños pueblos por dinero. Lancelot atribuye su habilidad a su falta de preocupación por si vive o muere. Ginebra (Julia Ormond), gobernante de Lyonesse, decide casarse con Arturo en parte por su admiración y en parte por la seguridad contra Malagant, quien se muestra asaltando un pueblo. Mientras viaja, Lancelot tiene posibilidades por el carruaje de Ginebra en el camino a Camelot, y ayuda a estropear la emboscada de Malagant destinada a secuestrarla. Se enamora de Ginebra, que rechaza sus avances. Aunque Lancelot la insta a seguir su corazón, Ginebra permanece obligada por su deber. Ella se reúne posteriormente con su escolta.
Más tarde, Lancelot llega a Camelot y navega con éxito por una pista de obstáculos con la perspectiva de un beso de Ginebra aunque en cambio le besa la mano. También gana una audiencia con su futuro esposo, Arturo. Impresionado por el coraje de Lancelot y golpeado por su imprudencia y su libertad, Arturo le muestra la Mesa Redonda que simboliza una vida de servicio y hermandad, y advierte a Lancelot que un hombre "que no teme nada es un hombre que no ama nada".
Esa noche, los secuaces de Malagant llegan a Camelot y secuestran Ginebra. Es atada y llevada a la sede de Malagant, donde es mantenida como rehén. Lancelot se presenta como un mensajero a Malagant sólo para escapar con Ginebra y devolverla a Camelot. Una vez más, Lancelot trata de ganar su corazón, pero no tiene éxito. En el viaje de vuelta, se revela que Lancelot fue huérfano y se quedó sin hogar después de que los bandidos atacaron su pueblo, y ha estado vagando desde entonces.
En gratitud, Arturo ofrece a Lancelot una vocación más alta en la vida como Caballero de la Mesa Redonda. En medio de las protestas de los otros Caballeros (que sospechan de su puesto), y de Ginebra (que lucha con sus sentimientos por él), Lancelot acepta y toma el lugar de Malagant en la mesa, diciendo que ha encontrado algo que preocuparse. Arturo y Ginebra se casan posteriormente. Sin embargo, un mensajero de Lyonesse llega, con noticias que Malagant ha invadido. Arturo lleva a sus tropas a Lyonesse y derrota con éxito las fuerzas de Malagant. Lancelot gana el respeto de los otros Caballeros con su destreza en la batalla. También aprende a abrazar la filosofía de Arturo, movido por la difícil situación de los aldeanos.
Lancelot se siente culpable por sus sentimientos por la reina y la lealtad a Arturo y en privado anuncia su partida para ella. No puede soportar la idea de que se vaya y le pide un beso, que se convierte en un abrazo apasionado, justo a tiempo para que el rey lo interrumpa. Aunque Ginebra afirma amar tanto a Arturo como a Lancelot - aunque de diferentes maneras - los dos están acusados de traición. La prueba abierta en la gran plaza de Camelot es interrumpida por una invasión sorpresa de Malagant, lista para quemar a Camelot y matar a Arturo si no jura fidelidad. En cambio, Arturo ordena a sus súbditos que luchen, y los hombres de Malagant le disparan con ballestas. Una batalla entre los hombres de Malagant y los soldados de Camelot y los ciudadanos se produce, y Lancelot y Malagant se enfrentan. Desarmado, Lancelot se apodera de la espada caída de Arturo y mata a Malagant. El pueblo de Camelot gana la batalla, pero Arturo muere de sus heridas. En su lecho de muerte, le pide a Lancelot que "cuide de ella para mí", refiriéndose tanto a Camelot como a Ginebra. La película se cierra con una balsa funeraria que lleva el cuerpo de Arturo flotando hacia el mar, que se pone en llamas.

## Reparto
- Richard Gere como Lancelot.
- Julia Ormond como Ginebra.
- Sean Connery como Rey Arturo.
- Ben Cross como el Príncipe Malagant.
- John Gielgud como Oswald.
- Liam Cunningham como Sir Agravaine.
- Christopher Villiers como Sir Kay.
- Valentine Pelka como Sir Patrise.
- Colin McCormack como Sir Mador.
- Alexis Denisof como Sir Gaheris.
- Ralph Ineson como Ralf.
- Stuart Bunce como Peter.
- Angus Wright como El Marauder.

## Recaudación
La película obtuvo una suma de 37 600 435 dólares en el mercado estadounidense y 90 000 000 dólares en otros mercados extranjeros. El total recaudado alcanzó los 127 600 435 dólares en todo el mundo.

## Fechas de estreno
| País                                                                          | Fecha de estreno                   |
| ----------------------------------------------------------------------------- | ---------------------------------- |
| Alemania                                                                      | Jueves 7 de septiembre de 1995     |
| Argentina                                                                     | Jueves 21 de septiembre de 1995    |
| Australia                                                                     | Jueves 27 de julio de 1995         |
| Austria                                                                       | Viernes 8 de septiembre de 1995    |
| Bélgica                                                                       | Miércoles 16 de agosto de 1995     |
| Belice · Costa Rica · El Salvador · Guatemala · Honduras · Nicaragua · Panamá | Viernes 25 de agosto de 1995       |
| Bolivia                                                                       | Martes 17 de octubre de 1995       |
| Brasil                                                                        | Viernes 1 de septiembre de 1995    |
| Bulgaria                                                                      | Viernes 17 de noviembre de 1995    |
| Chile                                                                         | Jueves 28 de septiembre de 1995    |
| Colombia                                                                      | Jueves 31 de agosto de 1995        |
| Corea del Sur                                                                 | Sábado 22 de julio de 1995         |
| Croacia                                                                       | Jueves 26 de octubre de 1995       |
| Dinamarca                                                                     | Viernes 22 de septiembre de 1995   |
| Ecuador                                                                       | Miércoles 27 de septiembre de 1995 |
| Egipto                                                                        | Lunes 18 de diciembre de 1995      |
| Eslovenia                                                                     | Jueves 28 de septiembre de 1995    |
| España                                                                        | Viernes 25 de agosto de 1995       |
| Estados Unidos · Canadá                                                       | Viernes 7 de julio de 1995         |
| Estonia                                                                       | Viernes 15 de septiembre de 1995   |
| Filipinas                                                                     | Miércoles 27 de septiembre de 1995 |
| Finlandia                                                                     | Viernes 29 de septiembre de 1995   |
| Francia                                                                       | Miércoles 16 de agosto de 1995     |

| País                         | Fecha de estreno                   |
| ---------------------------- | ---------------------------------- |
| Grecia                       | Viernes 13 de octubre de 1995      |
| Hong Kong                    | Jueves 24 de agosto de 1995        |
| Hungría                      | Jueves 5 de octubre de 1995        |
| India                        | Viernes 3 de noviembre de 1995     |
| Indonesia                    | Martes 14 de noviembre de 1995     |
| Israel                       | Viernes 22 de septiembre de 1995   |
| Italia                       | Viernes 22 de septiembre de 1995   |
| Jamaica                      | Miércoles 25 de octubre de 1995    |
| Japón                        | Sábado 17 de febrero de 1996       |
| Letonia                      | Viernes 22 de septiembre de 1995   |
| Líbano                       | Viernes 29 de septiembre de 1995   |
| Lituania                     | Viernes 20 de octubre de 1995      |
| Malasia                      | Jueves 28 de diciembre de 1995     |
| México                       | Viernes 22 de septiembre de 1995   |
| Noruega                      | Viernes 6 de octubre de 1995       |
| Nueva Zelanda                | Viernes 28 de julio de 1995        |
| Países Bajos                 | Jueves 27 de julio de 1995         |
| Perú                         | Viernes 29 de septiembre de 1995   |
| Polonia                      | Viernes 27 de octubre de 1995      |
| Portugal                     | Viernes 25 de agosto de 1995       |
| Reino Unido Irlanda          | Viernes 7 de julio de 1995         |
| República Checa · Eslovaquia | Jueves 21 de septiembre de 1995    |
| República Dominicana         | Jueves 16 de noviembre de 1995     |
| Rumania                      | Viernes 8 de diciembre de 1995     |
| Singapur                     | Jueves 21 de septiembre de 1995    |
| Sudáfrica                    | Viernes 15 de septiembre de 1995   |
| Suecia                       | Viernes 21 de julio de 1995        |
| Suiza                        | Viernes 8 de septiembre de 1995    |
| Tailandia                    | Viernes 6 de octubre de 1995       |
| Taiwán                       | Sábado 30 de septiembre de 1995    |
| Turquía                      | Viernes 20 de octubre de 1995      |
| Uruguay                      | Viernes 6 de octubre de 1995       |
| Venezuela                    | Miércoles 20 de septiembre de 1995 |